# Ella Fitzgerald Sings the George and Ira Gershwin Songbook
Ella Fitzgerald Sings the George and Ira Gershwin Songbook es un estuche de cinco LP de la cantante de jazz americana Ella Fitzgerald. 
La edición original incluye cinco LP más un sencillo con las piezas instrumentales Ambulatory Suite y The Preludes. La siguiente distribución corresponde a la edición en CD de mayo de 1998.

## Canciones
Disco Uno
1. Ambulatory Suite (Instrumental) (George Gershwin)
  - "Promenade (Walking the Dog)" – 2:31,
  - "March of the Swiss Soldiers" – 2:04,
  - "Fidgety Feet" – 2:46
2. The Preludes (Instrumental) (G. Gershwin)
  - Prelude I – 1:36,
  - Prelude II – 3:48,
  - Prelude III – 1:13,
3. "Sam and Delilah" – 3:15
4. "But Not for Me" – 3:31
5. "My One and Only" – 2:36
6. "Let's Call the Whole Thing Off" – 4:26
7. "(I've Got) Beginner's Luck" – 3:08
8. "Oh, Lady Be Good!" – 3:58
9. "Nice Work If You Can Get It" – 3:32
10. "Things Are Looking Up" – 3:03
11. "Just Another Rhumba" – 5:34
12. "How Long Has This Been Going On?" – 3:45
13. "'S Wonderful" – 3:28
14. "The Man I Love" – 3:50
15. "That Certain Feeling" – 3:07
16. "By Strauss" – 2:29
17. "Someone to Watch Over Me" – 4:30
18. "The Real American Folk Song (Is a Rag)" – 3:43

Disco Dos
1. "Who Cares?" – 3:05
2. "Looking For a Boy" – 3:02
3. "They All Laughed" – 3:02
4. "My Cousin in Milwaukee" – 3:07
5. "Somebody from Somewhere" – 3:06
6. "A Foggy Day" – 3:50
7. "Clap Yo' Hands" – 2:28
8. "For You, For Me, For Evermore" – 3:23
9. "Stiff Upper Lip" – 2:50
10. "Boy Wanted" – 3:33
11. "Strike Up the Band" – 2:33
12. "Soon" – 2:20
13. "I've Got a Crush on You" – 3:26
14. "Bidin' My Time" – 2:40
15. "Aren't You Kind of Glad We Did?" – 3:28
16. "Of Thee I Sing" – 3:07
17. "'The Half of it, Dearie' Blues" – 3:45
18. "I Was Doing All Right" – 3:25
19. "He Loves and She Loves" – 2:46
20. "Love is Sweeping the Country" – 3:24
21. "Treat Me Rough" – 2:54

Disco Tres
1. "Our Love is Here to Stay" – 3:52
2. "Slap That Bass" – 3:23
3. "Isn't It a Pity?" – 3:23
4. "Shall We Dance?" – 3:08
5. "Love Walked In" – 3:52
6. "You've Got What Gets Me" – 2:13
7. "They Can't Take That Away from Me" – 3:07
8. "Embraceable You" – 4:49
9. "I Can't Be Bothered Now" – 2:48
10. "Boy! What Love Has Done to Me!" – 3:46
11. "Fascinating Rhythm" – 3:22
12. "Funny Face" – 3:23
13. "Lorelei" – 3:21
14. "Oh, So Nice!" – 3:40
15. "Let's Kiss and Make Up" – 3:49
16. "I Got Rhythm" – 3:07

Disco Cuatro - Canción de 3 hasta 16 son Alternate Takes and Remixes
1. "Somebody Loves Me" (G. Gershwin, Buddy DeSylva, Ballard MacDonald) – 2:36
2. "Cheerful Little Earful" (Harry Warren, Ira Gershwin, Billy Rose) – 2:06
3. "But Not for Me" – 2:05 (45 rpm Take)
4. "Lorelei" (Alternate Take) – 3:00
5. "Our Love is Here to Stay" (Partial Alternate Take) – 3:51
6. "Oh, Lady be Good!" (Alternate Take) – 4:04
7. "Oh, Lady be Good!" (Alternate Take) – 3:56
8. "Oh, Lady be Good!" (Alternate Take) – 4:12
9. "But Not for Me" – 2:05 (Mono Mix)
10. "Fascinating Rhythm" – 3:21 (Mono Mix)
11. "They All Laughed" – 3:02 (Mono Mix)
12. "The Man I Love" – 3:50 (Mono Mix)
13. "Nice Work If You Can Get It" – 3:32 (Mono Mix)
14. "Clap Yo' Hands" – 2:29 (Mono Mix)
15. "Let's Call the Whole Thing Off" – 4:26 (Mono Mix)
16. "I Was Doing All Right" – 3:25 (Mono Mix)
17. "He Loves and She Loves" – 2:46 (Mono Mix)
18. "(I've Got) Beginner's Luck" – 3:07 (Mono Mix)

- Datos: Q988911